# Erich Pakesch
Erich Pakesch (* 22. September 1917 in Wien; † 18. September 1979 in Graz) war ein österreichischer Psychiater, Psychoanalytiker und Universitätsprofessor.

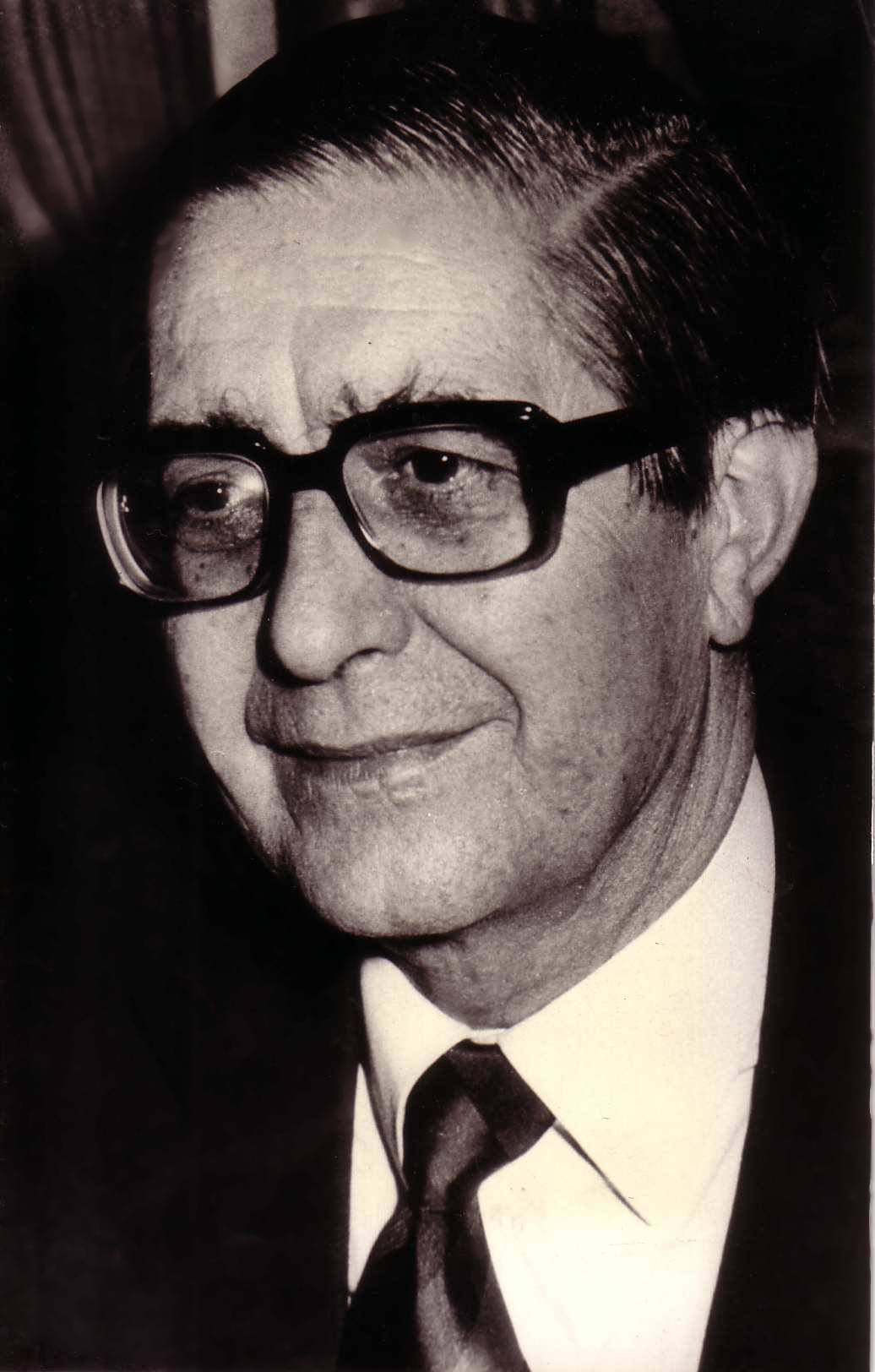
Erich Pakesch, 1970

## Leben
Erich Pakesch studierte Medizin an der Universität Wien (Promotion 1941). Er war Mitglied der katholischen Studentenverbindungen KÖHV Franco-Bavaria Wien (seit 1935) und KÖHV Carolina Graz (seit 1941). Von 1941 bis 1943 war er Assistent am Institut für pathologische Anatomie in Graz, danach Assistent an der Psychiatrisch-neurologischen Klinik in Graz. Im Jahr 1948 war er als Stipendiat des „Weltgesundheitsdienstes“ ein halbes Jahr lang zur Ausbildung in Neurologie und Psychiatrie in England. Er habilitierte sich 1953 an der Universität Graz für Psychiatrie und Neurologie, wurde 1962 mit dem Titel eines außerordentlichen Universitätsprofessors ausgezeichnet, 1967 zum außerordentlichen Professor, 1970 zum ordentlichen Professor ernannt.
Ab 1965 hatte er einen Lehrauftrag für „Forensische Psychiatrie“ inne, 1967–1968 war er supplierender Vorstand der psychiatrisch-neurologischen Klinik und war 1969–1979 schließlich Vorstand der Lehrkanzel für medizinische Psychologie und Psychotherapie in Graz. Damit begründete er das erste „Institut für medizinische Psychologie und Psychotherapie“ Österreichs und organisierte in den Folgejahren eine Reihe von tiefenpsychologisch orientierten Veranstaltungen in Graz. Im März 1973 rief Pakesch in enger Anbindung an den „Salzburger Arbeitskreis für Tiefenpsychologie“ die „Grazer Gruppe für Tiefenpsychologie“ ins Leben, die ab 1978 den „Grazer Arbeitskreis für Tiefenpsychologie“ bildete. 1977 kam es zum Zusammenschluss der „Österreichischen Arbeitskreise für Tiefenpsychologie“ mit dem Ziel, bei Weiterbestehen der Autonomie der einzelnen Arbeitskreise gemeinsame Ausbildungsrichtlinien zu formulieren und gesamtösterreichische Ausbildungsveranstaltungen, Symposien und regelmäßige Konferenzen zu organisieren.
Pakesch gründete 1969 die Fortbildungsveranstaltung „Integratives Seminar für Psychotherapie“, das immer noch jährlich in Bad Gleichenberg abgehalten wird.
Ab 1951 war Erich Pakesch verheiratet mit Gertrude Pakesch, geb. Kaan (1924–2009), die unter dem Künstlernamen Gertie von Kaan als Konzertpianistin tätig war. Dieser Ehe entstammen die Söhne Georg, Gerhard (Muki) und Peter Pakesch.

## Veröffentlichungen (Auswahl)
- (Hrsg.) Die Familie als Patient. Akademische Druck- u. Verlagsanstalt, Graz 1974, ISBN 3-201-00884-2.
- mit Alois Jäger (Hrsg.): Wenn die Kinder erwachsen sind. Die Ehe in der nachfamilialen Phase. Tyrolia, Innsbruck 1977, ISBN 3-7022-1254-X.